# West Japan Railway Company
West Japan Railway Company (西日本旅客鉄道株式会社 Nishi-Nihon Ryokaku Tetsudō kabushiki gaisha) eller JR West (JR西日本 Jeiāru Nishi-Nihon) er et passagertogsselskab i Japan Railways Group (JR Group), der har passagertogdrift på det vestlige Honshu. De har hovedkvarter i Osaka.
De driver bl.a. Shinkansen-linjerne Hokuriku Shinkansen, San'yō Shinkansen og Hakata Minami Line.